# Mullu kurumba
Le mullu kurumba (autonyme muḷḷu kuṟumba) est une langue dravidienne, parlée par environ 26 000 Kurumbas qui vivent  dans les collines de Nilgiri situées dans l'État de Tamil Nadu, et dans le district de Wayanad dans l'État de Kerala, en Inde.

## Sources
- (en) K.V. Zvelebil, 2001, Problems of Identification and Classification of some Nilgiri Tribes, in K.V. Zvelebil, Nilgiri Areal Studies, p. 39-110, Prague, université Charles de Prague, The Karolinum Press  (ISBN 80-7184-945-6)
- (en) Ravi Sankar S. Nair, 2013, Tribal Languages of Kerala, Language in India 13:7.